# El puño de Dios (película)
El puño de Dios (título original: Doomsday Gun) es un telefilme británico-estadounidense de acción, historia y drama de 1994, dirigido por Robert Young, escrito por Walter Bernstein y Lionel Chetwynd, los protagonistas son Frank Langella, Alan Arkin y Kevin Spacey, entre otros. Este largometraje fue producido por Griffin Productions y HBO Showcase; se estrenó el 23 de julio de 1994.

## Sinopsis
El gran ingeniero de municiones, Dr. Gerald Bull, accedió a construir una poderosa arma para Saddam Hussein en 1988, cuando Estados Unidos disminuyó su financiación para el proyecto, esta situación llamó la atención de algunas agencias de inteligencia.